# Théâtre de la Michodière

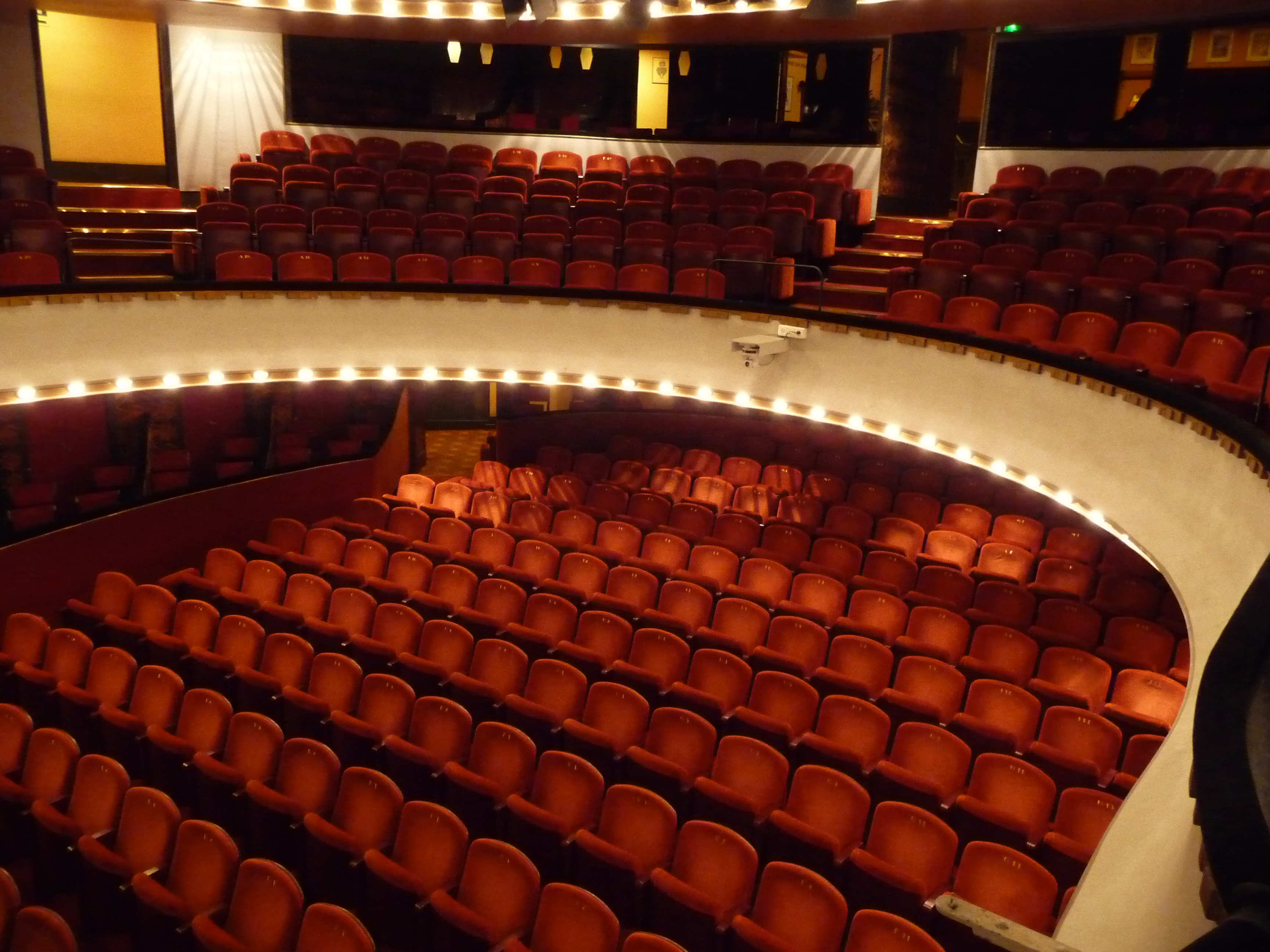
La salle du théâtre de la Michodière.

Le théâtre de la Michodière est une salle de théâtre et de spectacles de style Art déco, située au 4 bis, rue de La Michodière dans le 2e arrondissement de Paris.
En 2025, le théâtre célèbre son centenaire.

## Histoire
À l'emplacement de l'hôtel de Lorge, vendu par lots, s'ouvre en 1778 la rue de la Michodière. À peu près à l'endroit où s'élevait jusqu'en 1690 la porte Gaillon de l'enceinte de Louis XIII, l'architecte Auguste Bluysen édifie en 1925 un théâtre dans le style Art déco. Décorée par Jacques-Émile Ruhlmann, la salle rouge et or pouvait accueillir 850 spectateurs, mais, au XXIe siècle, elle ne compte plus que 700 places.
Inaugurée le 16 novembre 1925 sous la direction de Gustave Quinson, elle est dirigée dès 1927 par les acteurs qui font le succès de ses spectacles : Victor Boucher, Yvonne Printemps, Pierre Fresnay, François Périer, avec des œuvres d'Édouard Bourdet, André Roussin, Jean Anouilh, Marcel Achard ou Françoise Dorin.
Cette salle s'est spécialisée dans les pièces de boulevard, comme en témoignent les nombreuses affiches anciennes que l'on peut voir sur ses murs. En 2008, elle ne comportait pas d'ascenseur ni d'accès pour les personnes handicapées. En 2023, l'établissement indique disposer d'un accès et de places adaptées aux PMR.
En 2010, 50 théâtres privés parisiens réunis au sein de l’Association pour le soutien du théâtre privé (ASTP) et du Syndicat national des directeurs et tourneurs du théâtre privé (SNDTP), dont fait partie le théâtre de la Michodière, décident d'unir leur force sous une enseigne commune : les Théâtres parisiens associés.
En avril 2014, vente-privee.com achète le théâtre.
En novembre 2019, Fimalac Entertainment filiale du groupe de Marc Ladreit de Lacharrière et leader français indépendant de production de spectacles et de gestion d’infrastructures culturelles, prend une participation majoritaire dans les 3 théâtres détenus par Jacques-Antoine Granjon, Richard Caillat et Stéphane Hillel.
Le Théâtre de la Michodière – comme le Théâtre de Paris et le Théâtre des Bouffes-Parisiens – dirigé par Richard Caillat, a l’ambition d’offrir au public des spectacles et des créations uniques, émanant du patrimoine culturel français, mais aussi des productions traitant de sujets sociétaux et contemporains.

## Répertoire

### DirectionGustave Quinson
- 1925 : L'Infidèle éperdu de Jacques Natanson, 16 novembre
- 1926 : Passionnément opérette en 3 actes de Maurice Hennequin et Albert Willemetz, musique André Messager, 15 janvier
- 1926 : Le Temps d'aimer de Pierre Wolff, Henri Duvernois, couplets Hugues Delorme, musique Reynaldo Hahn, 6 novembre

### DirectionVictor Boucher
- 1927 : Son mari comédie en 3 actes de Paul Géraldy et Robert Spitzer, 4 mars
- 1927 : L'Enlèvement de Paul Armont et Marcel Gerbidon, 6 septembre
- 1927 : Vient de paraître comédie en 4 actes d'Édouard Bourdet, mise en scène Victor Boucher, 25 novembre
- 1928 : Sur mon beau navire comédie en 3 actes de Jean Sarment, 30 novembre
- 1929 : Le Trou dans le mur comédie en 4 actes d'Yves Mirande, 1er février
- 1929 : La Vie de château pièce en 3 actes de Ferenc Molnár, 29 mai
- 1929 : L'Ascension de Virginie comédie en 3 actes de Maurice Donnay et Pierre Descaves, 28 septembre
- 1929 : Le Sexe faible comédie en 3 actes d'Édouard Bourdet, 10 décembre

- 1931 : La Banque Nemo pièce en 3 actes et 9 tableaux de Louis Verneuil, 21 novembre
- 1932 : La Fleur des pois comédie en 4 actes d'Édouard Bourdet, 4 octobre
- 1933 : Le Vol nuptial comédie en 3 actes de Francis de Croisset, 1er avril
- 1934 : Les Temps difficiles pièce en 4 actes d'Édouard Bourdet, 30 janvier
- 1934 : Les Vignes du seigneur de Robert de Flers et Francis de Croisset,
- 1934 : Do, Mi, Sol, Do comédie en 3 actes de Paul Géraldy, 21 décembre
- 1935 : Bichon pièce en 4 actes de Jean de Létraz, 3 mai
- 1936 : Fric-Frac pièce en 5 actes d'Édouard Bourdet, 15 octobre
- 1937 : Bureau central des idées comédie en 1 acte d'Alfred Gehri, mise en scène Louis Tunc, 24 avril
- 1937 : Les Vignes du seigneur de Robert de Flers et Francis de Croisset,

### DirectionVictor Boucher,Yvonne Printemps
- 1938 : Le Valet maître de Paul Armont et Léopold Marchand, mise en scène Pierre Fresnay, 1er mars
- 1939 : Trois Valses de Léopold Marchand et Albert Willemetz, mise en scène Pierre Fresnay, juin
- 1940 : La Familiale de Jean de Létraz, avec François Périer, 9 février
- 1940 : Léocadia de Jean Anouilh, 28 novembre
- 1940 : Histoire de rire d'Armand Salacrou, mise en scène Alice Cocéa
- 1941 : Hyménée pièce en 4 actes d'Édouard Bourdet, 7 mai

### DirectionYvonne Printemps,Pierre Fresnay
- 1941 : Comédie en trois actes d'Henri-Georges Clouzot,
- 1942 : Père d'Édouard Bourdet, 15 décembre
- 1943 : Le Voyageur sans bagage pièce en 5 tableaux de Jean Anouilh, 1er avril
- 1944 : Le Dîner de famille pièce en 3 actes de Jean Bernard-Luc, mise en scène Jean Wall, 1er décembre
- 1944 : Père d'Édouard Bourdet,
- 1945 : Vient de paraître d'Édouard Bourdet,
- 1946 : Auprès de ma blonde de Marcel Achard, mise en scène Pierre Fresnay, 7 mai
- 1946 : Si je voulais… de Paul Géraldy et Robert Spitzer
- 1947 : Le Prince d'Aquitaine comédie en 3 actes de Marcel Thiébaut, mai
- 1947 : Savez-vous planter les choux ? de Marcel Achard, mise en scène Pierre Fresnay, 25 septembre
- 1948 : K.M.X labrador de Jacques Deval d’après H. W. Reed, mise en scène de l'auteur, 29 janvier
- 1948 : Pauline ou l'Écume de la mer pièce en 2 actes de Gabriel Arout, 17 juin
- 1948 : Du côté de chez Proust de Curzio Malaparte, 22 novembre
- 1948 : Les Œufs de l'autruche d'André Roussin, mise en scène Pierre Fresnay, 22 novembre
- 1949 : L'École des dupes comédie en 1 acte d'André Roussin, mise en scène de l'auteur, 2 juin

- 1950 : Bobosse d'André Roussin, mise en scène de l'auteur, 14 mars
- 1951 : Le Moulin de la galette pièce en 3 actes de Marcel Achard, mise en scène Pierre Fresnay, 17 décembre
- 1952 : Hyménée d'Édouard Bourdet,
- 1952 : Un beau dimanche pièce en 3 actes et 5 tableaux de Jean-Pierre Aumont d'après le roman Rencontre de Pierre Larthomas, 29 juin
- 1953 : Le Ciel de lit pièce en 3 actes et 6 tableaux de Jan de Hartog, mise en scène Pierre Fresnay, 14 avril
- 1953 : Histoire de rire d'Armand Salacrou
- 1954 : Les Cyclones de Jules Roy, mise en scène Pierre Fresnay, 10 septembre
- 1954 : Voici le jour pièce en 3 actes de Jean Lasserre, avec Pierre Fresnay, 22 avril
- 1955 : Les Grands Garçons de Paul Géraldy,
- 1955 : Les Œufs de l'autruche d'André Roussin, mise en scène Pierre Fresnay, 10 mars
- 1955 : Le Mal d'amour de Marcel Achard, mise en scène François Périer,

### DirectionYvonne Printemps,Pierre Fresnay,François Périer
- 1956 : Le Séducteur comédie en 3 actes de Diego Fabbri, mise en scène François Périer, 13 janvier
- 1956 : Le Voyage à Turin comédie en 4 actes d'André Lang, 12 septembre
- 1957 : Bille en tête de Roland Laudenbach, mise en scène Jean-Jacques Varoujean, 19 février
- 1957 : Les Hommes du dimanche pièce en 3 actes de Jean-Louis Roncoroni, mise en scène Georges Douking, 29 avril
- 1957 : Bobosse d'André Roussin, mise en scène de l'auteur, 10 septembre
- 1958 : Père d'Édouard Bourdet, mise en scène Pierre Fresnay, 9 septembre
- 1959 : Gog et Magog de Roger MacDougall et Ted Allan, traduction Gabriel Arout, mise en scène François Périer, 3 septembre

- 1962 : Johnnie Cœur de Romain Gary, mise en scène François Périer, 10 septembre
- 1963 : Le Neveu de Rameau de Denis Diderot, mise en scène Jacques-Henri Duval, 4 février
- 1963 : L’Équation ou Une heure avec Monsieur Zweistein de Jacques Perry, 4 février
- 1963 : L'Homme et la perruche de Alain Allioux, 28 septembre
- 1964 : La Preuve par quatre de Félicien Marceau, mise en scène de l'auteur, 4 février
- 1965 : La Preuve par quatre de Félicien Marceau, mise en scène de l'auteur, avril
- 1966 : L'Idée fixe de Paul Valéry, mise en scène Pierre Franck, 17 janvier
- 1966 : Laurette ou l'Amour voleur comédie en 3 actes de Marcelle Maurette et Marc-Gilbert Sauvajon, mise en scène Pierre Fresnay, 4 octobre

### DirectionYvonne Printemps,Pierre Fresnay
- 1967 : Comme au théâtre de Françoise Dorin, mise en scène Michel Roux, 2 février
- 1968 : Le Truffador de Jean Canolle, mise en scène de l'auteur, 8 février
- 1968 : Visitations de Jean Giraudoux, 15 juin
- 1968 : Gugusse de Marcel Achard, mise en scène Michel Roux, 7 septembre
- 1969 : La Tour d'Einstein de Christian Liger, mise en scène Pierre Fresnay et Julien Bertheau, 10 janvier
- 1969 : La Paille humide d'Albert Husson, Michel Roux, 20 février
- 1969 : On ne sait jamais d'André Roussin, mise en scène de l'auteur, 12 septembre

- 1970 : Une poignée d'orties de Marc-Gilbert Sauvajon, mise en scène Jacques-Henri Duval, 4 septembre
- 1970 : Le Procès Karamazov de Diego Fabbri d'après Dostoïevski, mise en scène Pierre Franck, 15 octobre
- 1970 : L'Idée fixe de Paul Valéry, mise en scène Pierre Franck,
- 1970 : Jeu, set et match d'Anthony Shaffer, mise en scène Clifford Williams, 18 décembre
- 1971 : Et alors ? de Bernard Haller, 9 septembre
- 1971 : Mon Faust de Paul Valéry, mise en scène Pierre Franck,
- 1971 : Le Client de Jean-Claude Carrière, mise en scène de l'auteur,
- 1972 : Et alors ? de Bernard Haller, 1er août
- 1972 : La Claque d'André Roussin, mise en scène de l'auteur, 17 octobre
- 1973 : L'Arnacœur de Pierrette Bruno, mise en scène Pierre Mondy, 10 octobre
- 1975 : Les Diablogues de Roland Dubillard, mise en scène Jean Chouquet, 10 janvier
- 1975 : Gog et Magog de Roger MacDougall et Ted Allan, mise en scène François Périer, 3 octobre

### DirectionYvonne Printemps
- 1976 : Voyez-vous ce que je vois ? de Ray Cooney et John Chapman, mise en scène Jean Le Poulain, 19 février
- 1976 : Acapulco Madame d’Yves Jamiaque, mise en scène Yves Gasc, septembre

### Direction Claude Simonet
- 1977 : Pauvre Assassin de Pavel Kohout, mise en scène Michel Fagadau, 30 septembre
- 1978 : Les Rustres d'après Carlo Goldoni, mise en scène Claude Santelli, 31 janvier
- 1978 : Les papas naissent dans les armoires, d'après Giulio Scarnicci et Renzo Tarabusi, mise en scène Gérard Vergez, 14 novembre

### Direction ATECA
- 1979 : Une case de vide de Jacques Martin, mise en scène par l'auteur, 23 mars
- 1979 : Coup de chapeau de Bernard Slade, adaptation Pierre Barillet et Jean-Pierre Grédy, mise en scène Pierre Mondy, avec François Périer, Daniel Auteuil, 6 septembre
- 1980 : L'Habilleur de Ronald Harwood, mise en scène  Stéphan Meldegg, 30 septembre
- 1981 : Le Président – (Der Präsident) de Thomas Bernhard, mise en scène Roger Blin, 6 mars
- 1981 : Les Mystères de l'amour de Roger Vitrac, mise en scène  Viviane Théophilidès, 19 mai

### Direction Jacques Crépineau
- 1981 : Mademoiselle de Jacques Deval, mise en scène Jean Meyer, 25 septembre
- 1981 : Amusez-vous... Ah ces années 30 de et mise en scène Jacques Décombe, 2 novembre
- 1982 : La Pattemouille de Michel Lengliney, mise en scène Jean-Claude Islert, 21 janvier
- 1982 : Joyeuses Pâques de Jean Poiret, mise en scène Pierre Mondy, 15 avril
- 1983 : Le Vison voyageur de Ray Cooney et John Chapman, mise en scène Jacques Sereys, 13 janvier (photos sur Gallica)
- 1984 : Banco ! d'Alfred Savoir, mise en scène Robert Manuel, 26 janvier
- 1984 : J'ai deux mots à vous dire de Jean-Pierre Delage, mise en scène Pierre Mondy, 30 mars
- 1984 : Le Bluffeur de Marc Camoletti, mise en scène de l'auteur, 9 novembre (photos sur Gallica)
- 1986 : La Prise de Berg-Op-Zoom de Sacha Guitry, mise en scène Jean Meyer, 18 janvier
- 1986: Double mixte de Ray Cooney, mise en scène Pierre Mondy, 7 novembre (photos sur Gallica)
- 1988 : Lamy Public N°1 de et avec André Lamy, 15 janvier
- 1988 : Ma cousine de Varsovie de Georges Berr et Louis Verneuil, mise en scène Jean-Claude Islert, 21 juin (photos sur Gallica)
- 1989 : Pâquerette de Claude Magnier, mise en scène Francis Perrin, 21 janvier (photos sur Gallica)
- 1989 : Pièce détachée d'Alan Ayckbourn, mise en scène Bernard Murat, 8 octobre
- 1990 : Une journée chez ma mère de Bruno Gaccio, Charlotte de Turckheim, mise en scène Jacques Décombe, 23 mars
- 1990 : Tiercé gagnant de John Chapman, adaptation Stewart Vaughan et Jean-Claude Islert, mise en scène Christopher Renshaw, 21 septembre
- 1991 : Le Gros n'avion de Michèle Bernier, Isabelle de Botton, Mimie Mathy (les filles), mise en scène Éric Civanyan, 21 janvier
- 1991 : Tromper n'est pas jouer de Patrick Cargill, adaptation Jean-François Stévenin et Daniel Colas, mise en scène Daniel Colas, 4 juillet
- 1991 : Pleins Feux de Mary Orr, adaptation Didier Kaminka, mise en scène Éric Civanyan, 26 septembre
- 1992 : Je veux faire du cinéma de Neil Simon, mise en scène Michel Blanc, 15 janvier
- 1992 : La Puce à l'oreille de Georges Feydeau, mise en scène Jean-Claude Brialy, 17 juin
- 1993 : Partenaires de David Mamet, mise en scène Bernard Stora, 4 mars
- 1993 : Les Palmes de monsieur Schutz de Jean-Noël Fenwick, mise en scène Gérard Caillaud, 10 juillet
- 1994 : La Fille à la trompette de Jacques Rampal, mise en scène Gérard Caillaud, avec Jean-Marc Thibault, 22 février
- 1994 : Bobosse d'André Roussin, mise en scène Stéphane Hillel, 19 mai
- 1994 : Les Crachats de la Lune de Gildas Bourdet, mise en scène Jean-Michel Lahmi, 15 septembre
- 1994 : L'Hôtel du libre échange de Georges Feydeau, mise en scène Franck Lapersonne, 24 novembre
- 1995 : Le Vison voyageur de Ray Cooney, mise en scène Patrick Guillemin, 27 mai
- 1995 : Le Surbook de Danielle Ryan et Jean-François Champion 17 octobre
- 1996 : Un grand cri d'amour de Josiane Balasko, mise en scène de l'auteur, avec Richard Berry, 15 janvier
- 1996 : Ciel ma mère ! de Clive Exton, adaptation Michèle Laroque et Dominique Deschamps, mise en scène Jean-Luc Moreau, 12 juillet
- 1996 : Vacances de Reve de Francis Joffo, mise en scène Francis Joffo, 20 septembre
- 1996 : Un grand cri d'amour de Josiane Balasko, mise en scène de l'auteur, avec Richard Berry,14 janvier
- 1997 : Branquignol 20 mai
- 1997 : Les Palmes de monsieur Schutz de Jean-Noël Fenwick, mise en scène Gérard Caillaud, 1er juillet
- 1997 : Espèces menacées de Ray Cooney adaptation Gérard Jugnot, Michel Blanc, Stewart Vaughan mise en scène Éric Civanyan, 9 octobre
- 1998 : reprise d'Espèces menacées 25 septembre
- 1999 : reprise d'Espèces menacées avec changement de distribution, 15 janvier
- 1999 : reprise d'Espèces menacées avec changement de distribution, 23 septembre
- 2000 : Moi, mais en mieux de Jean-Noël Fenwick, mise en scène Jean-Claude Idée, 20 janvier
- 2001 : Les Désirs sauvages de mon mari de John Tobias, adaptation Sally Micaleff, mise en scène Éric Civanyan, 8 février
- 2001 : Moi, mais en mieux de Jean-Noël Fenwick, mise en scène Jean-Claude Idée, 3 mai
- 2001 : Impair et père de Ray Cooney, adaptation Stewart Vaughan et Jean-Christophe Barc, mise en scène Jean-Luc Moreau, 8 novembre
- 2003 : Un homme parfait de Michel Thibaud, mise en scène Jean-Pierre Dravel et Olivier Macé, 18 janvier
- 2003 : Tout bascule d'Olivier Lejeune, mise en scène de l'auteur, 3 juillet
- 2003 : Daddy Blues de Martyne Visciano et Bruno Chapelle, mise en scène Éric Civanyan, 9 octobre
- 2004 : L'Éloge de ma paresse de Maria Pacôme, mise en scène Agnès Boury, 24 janvier
- 2004 : Ciel ! Mon Feydeau ! d'après Georges Feydeau, adaptation Anthéa Sogno, mise en scène Anthéa Sogno, 14 avril
- 2004 : Le Canard à l'orange de William Douglas-Home, adaptation Marc-Gilbert Sauvajon, mise en scène Gérard Caillaud, 7 octobre
- 2005 : Stationnement Alterné de Ray Cooney, adaptation Stewart Vaughan et Jean-Christophe Barc, mise en scène Jean-Luc Moreau, 6 octobre
- 2006 : Délit de Fuites de Jean-Claude Islert, mise en scène Jean-Luc Moreau, 5 octobre
- 2007 : Chat et Souris[6]  de Ray Cooney, adaptation Stewart Vaughan et Jean-Christophe Barc, mise en scène Jean-Luc Moreau, 20 septembre
- 2009 : reprise de Chat et Souris avec changement de distribution, 23 janvier
- 2009 : Goodbye Charlie[7] de George Axelrod, adaptation Dominique Deschamps et Didier Caron, mise en scène Didier Caron, avec Marie-Anne Chazel, Eric Laugerias, 4 septembre
- 2009 : Désiré de Sacha Guitry, mise en scène Serge Lipszyc, avec Robin Renucci, Marianne Basler, 8 décembre
- 2010 : À deux lits du délit[8]  de Derek Benfield, adaptation Stewart Vaughan et Jean-Christophe Barc, mise en scène Jean-Luc Moreau, avec Arthur Jugnot, Garnier et Sentou, 16 septembre
- 2011 : De filles en aiguilles[9] de Robin Hawdon, adaptation Stewart Vaughan et Jean-Christophe Barc, mise en scène Jacques Décombe, avec Alexandre Brasseur, Delphine Depardieu, 17 septembre
- 2012 : Plein la Vue de Jean Franco et Guillaume Mélanie, mise en scène Jean-Luc Moreau, 1er mars
- 2012 : Occupe Toi d'Amélie ! de Georges Feydeau nouvelle version et mise en scène Pierre Laville, avec Hélène de Fougerolles, Bruno Putzulu, Jacques Balutin, 20 septembre
- 2013 : Coup de sangria[10] de Eric Chappell adaptation Stewart Vaughan et Jean-Christophe Barc, mise en scène Jean-Luc Moreau, avec Frédéric van den Driessche, Jean-Luc Porraz, 12 septembre
- 2014 : Hollywood de Ron Hutchinson, mise en scène de Daniel Colas, avec Thierry Frémont, Pierre Cassignard, Emmanuel Patron et Françoise Pinkwasser, 24 janvier 2014.

### DirectionRichard CaillatetStéphane Hillel
- 2014 : Hibernatus, de Jean Bernard-Luc, adaptation de Eric-Emmanuel Schmitt, mise en scène de Steve Suissa, avec Jean-Luc Reichmann, Ingrid Chauvin, Raymond Acquaviva, Anouchka Delon, Nicolas Messica, Baya Rehaz et Romain Emon

- 2014 : Le dîner de cons, de Francis Veber, mise en scène de Agnès Boury avec Patrick Haudecoeur, José Paul, Grégoire Bonnet, Patrick Zard', Florence Maury, Anne-Sophie Germanaz et Stépahen Cottin

- 2015 : Représailles d'Éric Assous, mise en scène d'Anne Bourgeois, avec Marie-Anne Chazel et Michel Sardou, 22 septembre 2015.
- 2015 : Il était une fois... les histoires préférées des enfants, mise en scène d'Agnès Boury, avec les voix de Jenifer et Jean-Pierre Marielle, 20 novembre 2015.
- 2016 : Croque-monsieur de Marcel Mithois, mise en scène d'Thierry Klifa, avec Fanny Ardant, Bernard Menez, Pierre Rochefort, Julia Faure, 6 septembre 2016.
- 2016: La Candidate de Jean Franco et Guillaume Mélanie, mise en scène par Raymond Acquaviva avec Amanda Lear, Raymond Acquaviva, Marie Parouty, Edouard Collin, Lydie Muller et Camille Hugues
- 2017 : Inséparables de Laurent Junca, mise en scène d'Cyril Lecomte, avec Armelle Deutsch, Titoff, Arièle Semenoff, Clémence Ansault, 31 janvier 2017.
- 2017 : Tant qu'il y a de l'amour de Bob Martet, mise en scène d'Anne Bourgeois, avec Marie-Anne Chazel, Patrick Chesnais, Laurent Gamelon, Valérie Bègue, 7 septembre 2017.
- 2018 : Nuit d'ivresse de Josiane Balasko mise en scène de Nathalie Lecoultre, avec Jean-Luc Reichmann, Thierry Lopez et Stéphane Boucher
- 2018 : L'Ordre des choses écrit par Marc Fayet, mise en scène de Richard Berry, avec Gérard Darmon, Vincent Desagnat et Pascale Louange
- 2019 : Le Canard à l'orange de William Douglas-Home, mise en scène de Nicolas Briançon, avec Nicolas Briançon, Anne Charrier, François Vincentelli, Alice Dufour et Sophie Artur à partir du 22 janvier 2019
- 2019 : N'écoutez pas, mesdames ! de Sacha Guitry, mise en scène de Nicolas Briançon, avec Michel Sardou, Nicole Croisille, Lisa Martino, Carole Richert, Patrick Raynal (acteur), Éric Laugérias, Laurent Spielvogel, Dorothée Deblaton
- 2020 : AMIS, une pièce de Amanda Sthers et David Foenkinos, avec Kad Merad, Claudia Tagbo et Lionel Abelanski

### DirectionRichard Caillat
- 2022 : Lorsque l’enfant parait de André Roussin mise en scène de Michel fau avec Michel Fau, Catherine Frot, Maxime Lombard, Agathe Bonitzer, Quentin Dolmaire, Sanda Codreanu, Anne-Guersande Ledoux, Laure-Lucile Simon et Baptiste Gonthier
- 2022 : Le vison Voyageur, de Ray Cooney et John Chapman mise en scène de Michel Fau avec Michel Fau, Sébastien Castro, Armelle,  Nicole Calfan, Anne Sophie Germanaz,  Delphine Beaulieu,  Arnaud Pfeiffer,  Laure-Lucile Simon.
- 2023 : Piège pour un homme seul de Robert Thomas mise en scène de Michel Fau avec Michel Fau, Caterina Murino, Régis Laspalès, Sissi Duparc, Alexis Driollet, Denis Richard, Denis d'Arcangelo.
- 2024 : L’audience est ouverte avec Richard Berry, mise en scène de Eric Théobald qui rend hommage aux grandes affaires judiciaires de notre histoire contemporaine
- 2024 : Lady Agatha de Cristos Mitropoulos et Ali Bougheraba, mise en scène de Cristos Mitropoulos avec Camille Favre-Bulle, Tatiana Gousseff, Marie-Aline Thomassin, Matthieu Brugot, Erwan Creignou, Léo Guillaume.
- 2024 : Parle-moi d’amour de Philippe Claudel, mise en scène de Nicolas Briançon avec Michel Leeb et Marie-Anne Chazel.
- 2025 : Mur Mure de Lilou Fogli, mise en scène de Jérémie Lippmann, avec Clovis Cornillac, Laurence Arné, Lilou Fogli,  Arnaud Maillard et Boris Terral. Pièce adaptée du film « Un peu, beaucoup, aveuglément » (réalisation Clovis Cornillac, sortie en 2015)
- 2025 : Chers Parents de Emmanuel Patron et Armelle Patron, mise en scène de  Armelle Patron, Anne Dupagne et Emmanuel Patron, avec  Frédérique Tirmont, Bernard Alane, Marie Tirmont, Thomas Sagols et Emmanuel Patron. Nomination meilleure comédie aux Molières 2022
- 2025 : L'Expérience théâtrale de Laurent Ruquier, mise en scène de Anne Bouvier, avec François Berléand et Max Boublil.
- 2025 : La Jalousie de Sacha Guitry, mise en scène de Michel Fau, avec Gwendoline Hamon, Michel Fau, Alexis Moncorgé, Geneviève Casile, Fabienne Galula, Alexis Driollet, Joseph Tronc et Léo Marchi. La pièce mythique de Sacha Guitry pour célébrer, en 2025, 100 ans de comédie au théâtre de la Michodière